# Герб Василівського району
Герб Васи́лівського райо́ну — офіційний символ Василівського району Запорізької області. Його було затверджено 24 вересня 2021 року під час восьмої сесії районної ради восьмого скликання. 

## Історія

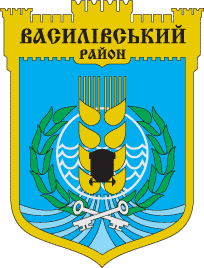

Попередній варіант герба було затверджено рішенням № 21 восьмої сесії Василівської районної ради 24 скликання від 16 травня 2003 року.

### Опис
Складовими елементами герба Василівського району є щит (історично-традиційних форм і пропорцій) на блакитному фоні якого, в центрі розташоване коло, в якому зображені хлібний колос і вагонетка, які символізують основні напрямки розвитку економіки району — аграрний і гірничодобувний.
Верхня частина щита має контури стіни замку, який є своєрідною історичною візитною карткою району, тут же розташований напис «Василівський район».
У нижній частині — зображення двох ключів — елемент родового гербу Попових — символ безпеки та добробуту, звідси йде початок Василівського краю.
Окантовка щита має золотистий (бронзовий, жовтий) колір.
Коло в середині щита розташоване в обрамлені молодих, зелених гілочок, які символізують молодість і надію на майбутнє району.
Співвідношення сторін щита 1:1. Знизу щит має конусний витяг.